# Альошин Микола Сергійович
Альошин Микола Сергійович (14 вересня 1910 — 17 лютого 1944) — радянський офіцер, Герой Радянського Союзу.

## Біографія
Народився 14 вересня 1910 р. в селі Євпраксіно нині Приволзького району Астраханської області. Росіянин.
До Великої Вітчизняної війни син робітника Микола Альошин жив у селищі Володарському Астраханській області — працював в ощадкасі, нотаріальній конторі, суді. Після призову в армію закінчив курси молодших лейтенантів. Брав участь у боях в Криму, захищав Сталінград, командуючи взводом, ротою, а потім будучи заступником командира батальйону 724-го стрілецького полку 315-ї стрілецької дивізії 51-ї армії Південного фронту.
Восени 1943 року 724-й стрілецький полк, до якого входив батальйон Альошина, брав участь у боях на річці Молочній і звільненні міста Мелітополя. Наступ радянських військ почався 26 вересня 1943 року. З першого ж дня бої носили виключно завзятий і затяжний характер. При прориві оборони противника Альошин разом з бійцями увірвався у ворожу траншею, вступив у рукопашну сутичку, зумів взяти в полон гітлерівського офіцера.
У наступальних боях із взяття міста Мелітополя з 13 жовтня 1943 р. капітан Альошин постійно перебував у бойових порядках піхоти і вміло командував своїми воїнами. Фашисти чинили запеклий опір, часто переходили в контратаки. 15 жовтня 1943 р. капітан Альошин особисто підбив гранатами 2 танка противника. За час боїв у місті Мелітополі бійці підрозділу капітана Альошина відбили більше 20 контратак танків і піхоти противника, знищили велику кількість живої сили ворога, 4 середніх танка.
Указом Президії Верховної Ради СРСР від 1 листопада 1943 року за зразкове виконання бойових завдань командування на фронті боротьби з німецько-фашистськими загарбниками і проявлені при цьому відвагу і геройство капітану Миколі Сергійовичу Альошину було присвоєно звання Героя Радянського Союзу з врученням ордена Леніна і медалі «Золота Зірка».
На Південному фронті (перейменованому в 4-й Український) почався відступ противника. В ході переслідування фашистів, радянські війська вийшли на узбережжя Сиваша, а до 1 листопада 1943 р. увірвалися на Перекопський перешийок. У листопаді 1943 року при прориві Турецького валу на перешийку капітан Альошин був важко поранений і 17 лютого 1944 помер в госпіталі в селищі Асканія-Нова Херсонської області.

## Увічнення пам'яті
У ботанічному саду Асканії-Нової встановлено барельєф героя.
Ім'я Миколи Сергійовича Альошина увічнено в м. Мелітополь на Алеї Героїв Радянського Союзу.